# Château d'Ardenne (Moulidars)
Le château d’Ardenne est situé sur la commune de Moulidars en Charente, au nord du bourg et surplombant au sud la plaine viticole et la vallée de la Charente. Il est inscrit en tant que monument historique depuis 1978.

## Historique

### Origines
Le nom « Ardenne » vient du nom de la déesse gauloise de la chasse : « Arduina ». Ce nom ne sera cité dans des chartes qu’à partir du XVe siècle, malgré l’existence du lieu dès le XIIe siècle, mais aucune charte de cette époque ne mentionne le nom « Ardenne ». À l’origine (vers 1100) le château d’Ardenne n’était qu’une tour : la tour de Montliard. C’est une construction d’origine publique et comtale.

#### La «turris»
Sur une seule charte, datant de 1117, repose toute l’histoire de la tour de Montliard avant le XVe siècle. Cette charte est une transaction entre Richard de Montbrun et l’abbé de Saint-Cybard. En effet, le château d’Ardenne, du XIIe siècle au XVe siècle n’est qu’une tour : la tour de Montliard, puis la tour de Montliard alias Ardenne.
Parlons de cette tour : elle est reconnue comme un donjon roman. C’est  actuellement la plus grosse tour du château : la tour nord-est. La tour fut dégradée lors de la guerre de Cent Ans, elle fut donc l’objet de restauration au  XVIe siècle où sont alors ajoutés les moulures au bas des fenêtres ainsi que les gargouilles en forme de fûts de canon. La tour a une base large et va en se rétrécissant sur un mètre de hauteur. Les murs sont épais d’1,50 mètre ; la tour, ronde d’extérieur, ne possède que des pièces carrés à l’intérieur. On accède aux deux étages par un petit escalier à vis. Du XIIe siècle au XVIe siècle, la tour est entourée de fossés. La délimitation des fossés qui entoure la tour est la suivante : l’actuelle balustrade qui entoure la terrasse au midi et à l’ouest, l’allée d’arbres au nord et l’actuelle limite du parc à l’est. On accédait à la tour, au nord par un pont-levis et au couchant par une poterne.

### Le château duXVIesiècle

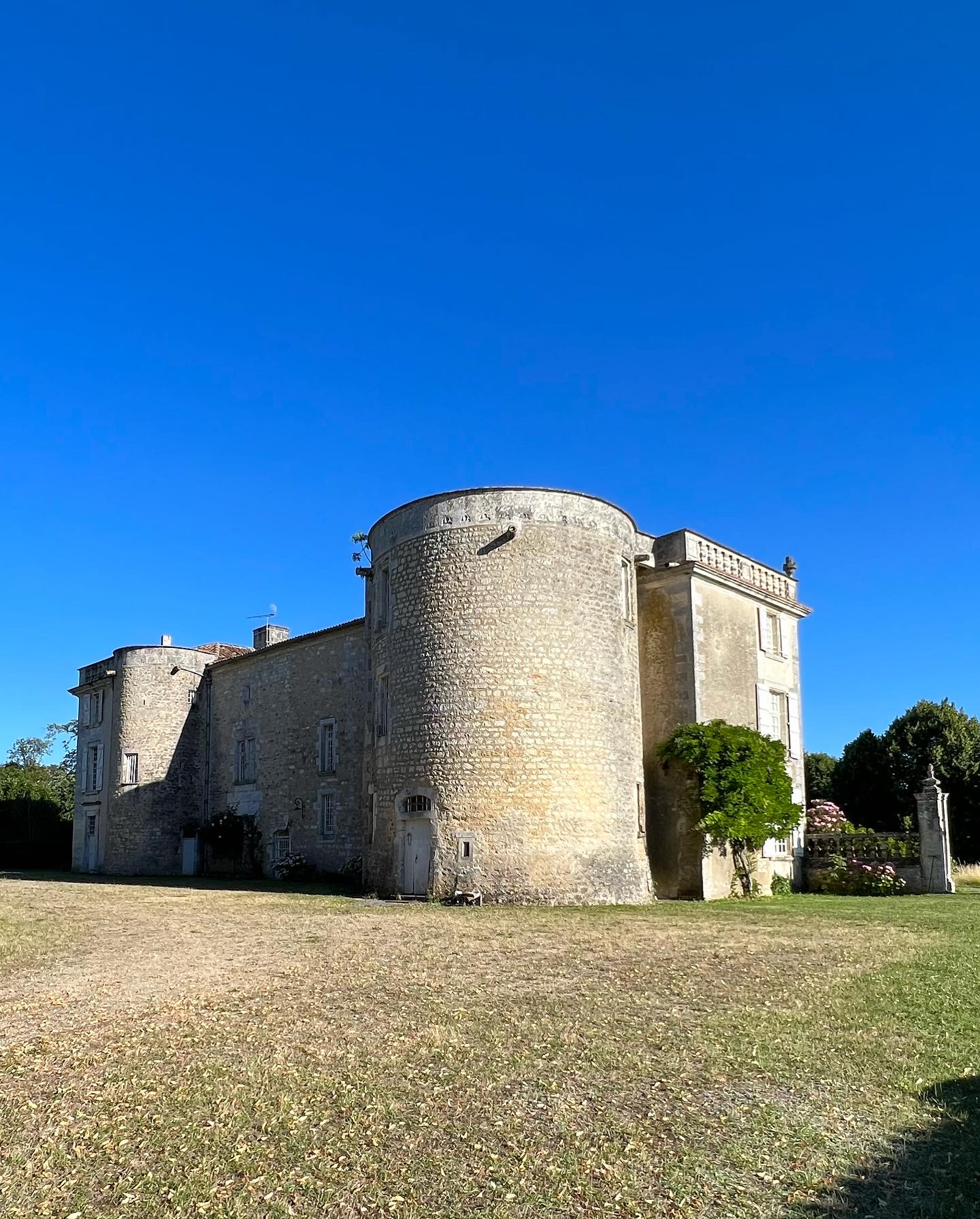
La tour nord-ouest du château, du XIIe siècle

C’est au début du XVIe siècle qu’est  construit le reste du château par les seigneurs du Nourrigier, que l’on pourrait considérer comme l’ossature du château actuel. Le château intègre la grosse tour du XIIe siècle après l’avoir restauré. Une autre tour est construite, moins grosse, et un corps de logis de 20 mètres de longueur et 10 de large relie les deux tours. Ce corps de logis ne comportait alors qu’un étage, et seulement 4 grandes salles, sans compter les tours. Le château devient alors le château de Moulidars, prenant la place au château de la Cour, les deux appartenant au même seigneur. Le château de la Cour devient métairie de la Cour.

#### Le château et les guerres de religion
De 1562 à 1598, les guerres de religion firent trembler la région et ses châteaux.  Le 13 mars 1569 a lieu la célèbre bataille de Jarnac opposant les huguenots aux catholiques. Le château d’Ardenne jouera un rôle lors de cette bataille car une partie des combats se sont déroulés sur le territoire de Moulidars. Tout d’abord, les catholiques lancèrent la bataille du haut plateau de Moulidars, et la table ou mourut le prince de Condé demeura longtemps au château d’Ardenne. Ainsi, Moulidars entra dans la grande histoire de France. Durant la nuit du 12 au 13 mars 1569, les catholiques tenaient la rive gauche de la Charente de Châteauneuf à Jarnac. Ceux-ci, emmenés par le duc de Guise et le comte d’Anjou s’élancèrent des hauteurs de Saint-Simeux et Moulidars pour livrer bataille aux troupes protestantes se trouvant dans la plaine de la Guirlande, principalement à Bassac. Il est envisageable de penser que les chefs catholiques logèrent quelque temps à Ardenne. Les seigneurs du Nourrigier étant eux-mêmes de grands catholiques. Ainsi, de haut des tours du château, ils pouvaient surveiller les troupes protestantes. Ceci n’est qu’une hypothèse mais facilement envisageable.

### XVIIeetXVIIIesiècles

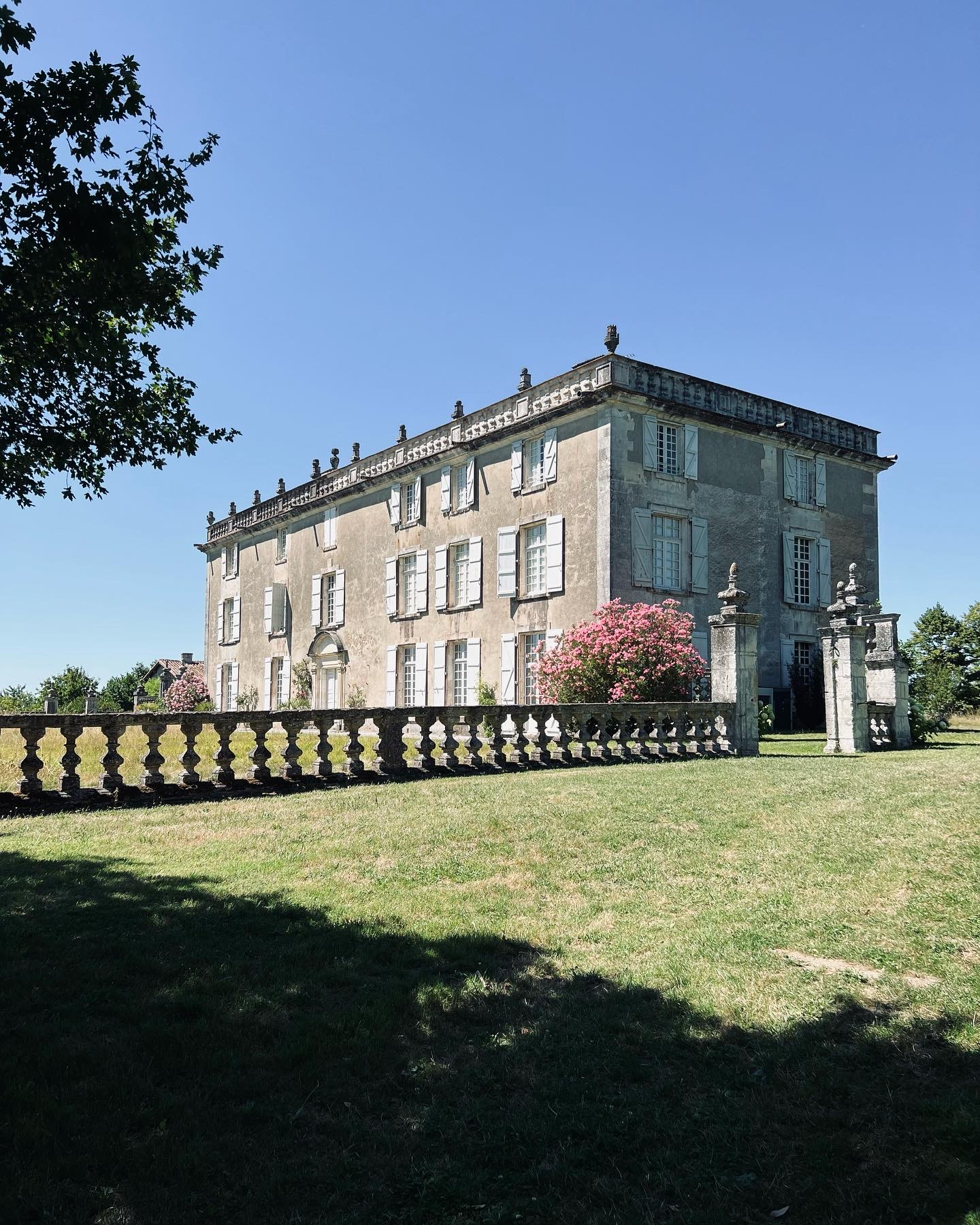
La terrasse sud et la balustrade inscrite aux MH en 1978

C’est au XVIIe siècle qu’est construite la balustrade qui se trouve autour de la terrasse, probablement par Jean-Louis Le Musnier, alors seigneur d’Ardenne. D’importants travaux, juste avant la Révolution, furent entrepris : le corps de logis fut surélevé d’un étage et surplombé d’une italienne au goût de l’époque. On remanie également l’intérieur et aménage la grande cage d’escalier et sa belle rampe en fer forgé. Deux pavillons sont ajoutés derrière les tours, augmentant la longueur de l’édifice à 35 mètres. La façade sud est restaurée.
En 1717, Pierre Méhée d’Ardenne, mousquetaire à la cour du Roi et surnommé « l'épée du Roi » pour ses qualités de bretteur, fait construire le pigeonnier rond situé sur le versant sud du plateau, le pigeonnier d'Ardenne, à environ 100 mètres en contrebas du château. Il fait également construire le mur d'enceinte autour de la ferme adjacente au château. Une inscription « 1717 » figure toujours sur le fronton de cette porte est du monument[Lequel ?], du côté du village.

#### Ardenne par Chastillon

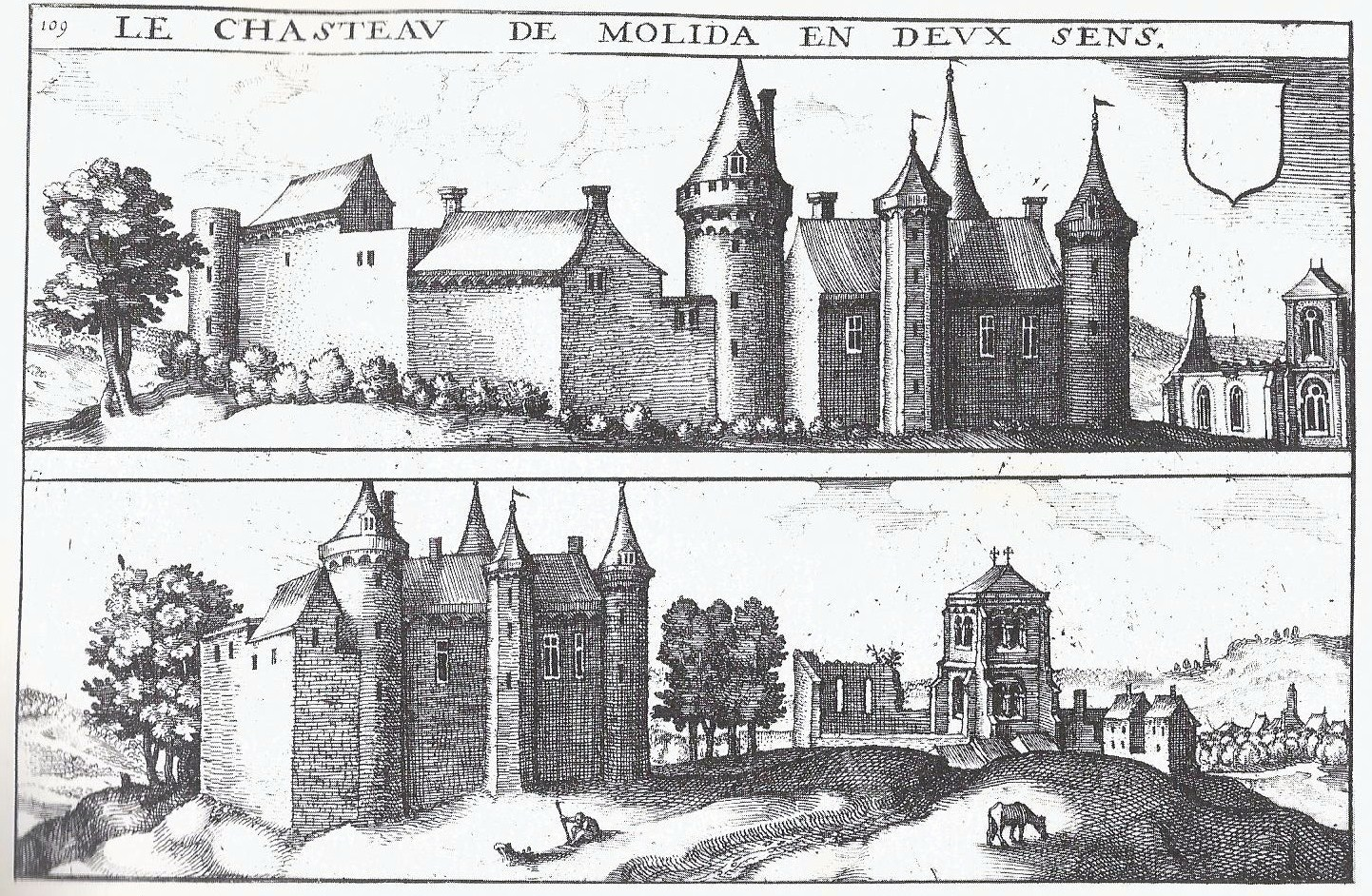
"Le Chasteau de Molida en deux sens" d'après C. Chastillon

Nous n’avons, à ce jour, qu’une seule représentation du château de Moulidars, probablement Ardenne, qui nous est due à Claude Chastillon (1560-1616), ingénieur du roi : la gravure représentant Ardenne en 1603. L’abbé Tricoire attribue cette gravure, dans son livre, à la métairie de la Cour, anciennement château de la Cour, mais il est possible qu’il se soit trompé. Tout ce qu’il nous reste aujourd’hui des deux châteaux nous porte à croire que c’est Ardenne qui est représenté, mais il y aura toujours un petit doute. Certains évoquent même la possibilité que Chastillon ait fait un mélange des deux châteaux. Mais n’oublions pas qu’en 1603, c’est Ardenne le château de Moulidars, même si la métairie de la Cour devait avoir gardé son aspect de château.

### XIXesiècle
Au XIXe siècle, René de Terrasson fit raser les poivrières et abattre les parpets crénelés qui couronnaient les tours.
À la fin du siècle, les dépendances côté nord furent détruites, c’était des dépendances datant du XVIe siècle.

### XXesiècle
Le 23 mai 1891, le château est vendu à M. Georges Hine, pour rester pendent 90 ans aux mains de cette famille qui produit le cognac éponyme. Ce sont eux qui amenèrent au château la grande table de marbre où mourut le prince de Condé lors de la bataille de Jarnac et qui accueillirent au château deux présidents de la République en exercice à Moulidars (Félix Faure et François Mitterrand).

### Protection
Le château est inscrit monument historique depuis 1978. En particulier, ses façades et toitures, la grande terrasse sud avec sa balustrade, le grand escalier avec sa rampe en fer forgé, l'escalier à vis de la tour nord-ouest sont protégés. Le château est privé. En 2025, il est prévu par les nouveaux propriétaires qu'il soit ouvert à des visites régulières après rénovation conformément au label monument historique.

### Liste des possesseurs d’Ardenne
- 1117 Richard de Montbrun
- 1349 Guy d’Ardenne
- 1443-1447 Regnauld de Lousme
- 1447-1480 Jean de Lousme
- 1480-1482 Georges Victor
- 1482-1491 Claud Nourrigier
- 1491-1520 François du Nourrigier
- 1520-1554 Louis du Nourrigier
- 1554-1566 Jean du Nourrigier
- 1566-1598 Pierre du Nourrigier
- 1598-1605 Isaac Méhée
- 1605-1608 François des Ages
- 1608 François de La Rochefoucauld
- 1608-1622 Raymond de Forgues
- 1622-1633 Catherine Redon (veuve)
- 1633-1646 Hippolyte de La Place (veuve)
- 1646-1691 Jean-Louis Le Musnier
- 1691-1713 René Méhée d’Anqueville
- 1713-1760 Pierre Méhée d’Ardenne
- 1760-1765 Claude Méhée de Malvoisine
- 1765-1793 Cyprien-Gabriel Méhée d’Anqueville
- 1793-1813 Cyprien-Gabriel de Terrasson
- 1813-1823 René-Cyprien-Gabriel de Terrasson
- 1823-1831 Charlotte-Esther du Bouex de Villemort (veuve)
- 1831-1884 Charles-Marie-Cyprien-Gabriel de Terrasson
- 1884-1885 Françoise-Adélaïde Borros de Gamanson (veuve)[14]
- 1885-1891 Élie Paulet
- 1891-1902 Georges Hine
- 1902-1924 Mme veuve de Georges Hine
- 1924-1940 Georges Hine (fils)
- 1940-1978 MM. Robert, François, Yves Hine
- 1978-2021 Dr André Chavoix[15]
- Depuis juin 2021: Dominique Delport et Elizabeth Kesses-Delport.